# Национален музей „Бардо“
Националният музей „Бардо“ се намира в град Тунис, столицата на Тунис.
Посветен е на античните мозайки и произведения на изкуството. Разположен е в бивш дворец, построен през XIII век за Хафсидите. По-късно в резултат от дарение сградата е превърната в музей.